# Simarouba
Simarouba es un género con unas 10 especies de plantas de flores de la familia Simaroubaceae.

## Especies seleccionadas
- Simarouba amara, denominada en Cuba aceitillo[2]
- Simarouba berteroana, denominada en República Dominicana aceituno
- Simarouba glauca
- Simarouba laevis
- Simarouba monophylla
- Simarouba obovata
- Simarouba officinalis
- Simarouba opaca
- Simarouba tulae, denominada en Cuba aceitillo[2]
- Simarouba versicolor